# Akodon torques
Akodon torques е вид бозайник от семейство Хомякови (Cricetidae).

## Разпространение
Видът е разпространен в Перу.